# Синява (річка)
Синява — річка в Україні, у Романівському районі Житомирської області. Ліва притока Лісової (басейн Дніпра).

## Опис
Довжина річки 10 км. Площа басейну 38,2 км2.

## Розташування
Бере початок на південному заході від Червоних Хаток. Тече переважно на південний схід через села Синяву та Монастирок і впадає у річку Лісову, ліву притоку Тетерева.